# Sinio
Sinio (Sin-i in piemontese) è un comune italiano di 474 abitanti della provincia di Cuneo in Piemonte.
Si trova nelle Langhe, a circa 15 chilometri da Alba.
Piccolo borgo rurale circondato da vigneti, si caratterizza per il centro storico di origine medievale e la disposizione dell'abitato “a scudo araldico”, con le tre vie principali che dall'alto, ove troneggia il castello, si congiungono (quasi a punta) in basso.

## Storia

### Simboli
Lo stemma e il gonfalone del comune di Sinio sono stati concessi con decreto del presidente della Repubblica del 2 febbraio 2007.
Il gonfalone è un drappo di bianco.

## Società

### Evoluzione demografica
Abitanti censiti

### Etnie e minoranze straniere
Secondo i dati Istat al 31 dicembre 2017, i cittadini stranieri residenti a Sinio sono 116, così suddivisi per nazionalità, elencando per le presenze più significative:
1. Repubblica di Macedonia, 43
2. Romania, 43

## Amministrazione
Di seguito è presentata una tabella relativa alle amministrazioni che si sono succedute in questo comune.
| Periodo        | Periodo        | Primo cittadino   | Partito                               | Carica  | Note  |
| -------------- | -------------- | ----------------- | ------------------------------------- | ------- | ----- |
| 6 giugno 1985  | 21 maggio 1990 | Dino Destefanis   | -                                     | Sindaco | [ 8 ] |
| 21 maggio 1990 | 24 aprile 1995 | Dino Destefanis   | lista civica                          | Sindaco | [ 8 ] |
| 24 aprile 1995 | 14 giugno 1999 | Dino Destefanis   | -                                     | Sindaco | [ 8 ] |
| 14 giugno 1999 | 14 giugno 2004 | Dino De Stefanis  | lista civica                          | Sindaco | [ 8 ] |
| 14 giugno 2004 | 8 giugno 2009  | Pier Marco Amedeo | lista civica                          | Sindaco | [ 8 ] |
| 8 giugno 2009  | 26 maggio 2014 | Sergio Seghesio   | lista civica                          | Sindaco | [ 8 ] |
| 26 maggio 2014 | 27 maggio 2019 | Sergio Seghesio   | lista civica Il bene del nostro paese | Sindaco | [ 8 ] |
| 27 maggio 2019 | 11 giugno 2024 | Sergio Seghesio   | lista civica Il bene del nostro paese | Sindaco | [ 8 ] |
| 11 giugno 2024 | in carica      | Enzo Capra        | lista civica "Per Sinio"              | Sindaco |       |